# Abraham König
Abraham König Velásquez (Ancud, Chiloé, 1846-Santiago, 10 de agosto de 1925) fue un abogado y político chileno.

## Biografía
Nació en 1846, hijo de Etian Mari König y Carlota Velásquez Oresqui. Estudió en el Seminario Conciliar de Ancud y en el Instituto Nacional en Santiago. Juró como abogado el 8 de junio de 1869.
Ejerció como auditor de guerra en 1897; profesor de Derecho Constitucional en la Universidad de Chile en 1895; y conservador interino de Bienes Raíces de Santiago.
También se dedicó a las actividades periodísticas y colaboró como tal, en el El Deber de Valparaíso, El Heraldo, La Época, El Ferrocarril y La Ley, entre otros.

## Carrera política
Militó en las filas del Partido Radical. Fue elegido diputado suplente por Ancud, para el período 1870-1873; prestó juramento el 13 de septiembre de 1870. Participó en el Congreso Constituyente de 1870, cuyo objetivo fue reformas a la Constitución de 1833.
Fue reelegido diputado suplente, pero por La Ligua, por el período 1876-1879. Posteriormente fue elegido diputado propietario por Chillán, período 1879-1882; fue diputado reemplazante en la Comisión Permanente de Guerra y Marina.
Luego fue diputado propietario por Copiapó y Chañaral, período 1885-1888; integró la Comisión Permanente de Guerra y Marina; y fue miembro de la Comisión Conservadora para el receso 1885-1886. Fue reelegido como diputado propietario por Copiapó y Chañaral, período 1888-1891; fue diputado reemplazante en la Comisión Permanente de Constitución, Legislación y Justicia; e integró la Comisión Permanente de Guerra y Marina.
Fue nombrado ministro de Guerra y Marina por el presidente José Manuel Balmaceda, cargo que desempeñó desde el 11 de junio al 12 de octubre de 1889.
Fue elegido diputado por Illapel, Combarbalá y Ovalle, para el período 1897-1900; integró la Comisión Permanente de Relaciones Exteriores.
Entre 1899 y 1901 ejerció como embajador de Chile en Bolivia, donde destacó por un memorándum enviado al canciller boliviano —conocido como la «Nota de König»— donde endureció la posición de Chile frente a las negociaciones posteriores a la Guerra del Pacífico.

## Obras
- El candidato de la Convención (1871)
- Á través de la República Arjentina: diario de viaje (1890)
- La constitución de 1833 en 1913 (1913)